# Forsikring & Pension
F&P (tidligere Forsikring & Pension) er en dansk brancheorganisation for forsikringsselskaber og tværgående pensionsselskaber.
Organisationen blev etableret i 1997 gennem en fusion af Assurandør-Societetet og Arbejdsmarkedspensionsrådet og fik i første omgang navnet Rådet for Dansk Forsikring og Pension. Navnet blev i 1999 ændret til Forsikring & Pension, og i 2021 blev navnet igen ændret til det nuværende, F&P.
F&P arbejder generelt med at varetage medlemmernes interesser og mere konkret med at sikre bedre omdømme, øget åbenhed og gennemsigtighed samt en høj etisk standard i branchen. Endelig driver organisationen rådgivningen Forsikringsoplysningen.
Næsten alle danske forsikringsselskaber og pensionskasser er medlemmer af organisationen. Medlemstallet er ca. 100 selskaber – fordelt på ca. 70 koncerner, administrationsfællesskaber, agenturer eller enkeltselskaber. F&P har domicil i Tuborg Havn i Hellerup.
Efter generalforsamlingen i F&P den 16. november 2023 konstituerede bestyrelsen sig med valg af adm. direktør Ole Krogh Petersen, PFA, som ny formand. Adm. direktør i F&P er Kent Damsgaard.